# Nagy ébredés
A nagy ébredés (angolː Great Awakening) számos vallási újjáéledési mozgalomra utalhat, de vallástörténészek többnyire az észak-amerikai megtérési hullámokhoz kötik. Az amerikai történelemben vallásos forradalomként is szokás emlegetni. A protestáns reformáció vallásos megújulását is jelentheti az 1500-as évektől kezdődően.
Az Egyesült Államokban a nagy ébredés kifejezést gyakrabban használják, míg az Egyesült Királyságban a mozgalmat evangéliumi megújulásként (Evangelical Revival) emlegetik.

## A négy nagy ébredés
Az USA történelmében négy nagy vallási ébredést tartanak számon:
- Az első nagy ébredés (wd) (vallástörténészek gyakran csak "Nagy Ébredés"-nek nevezik) (1730-as évek – 1750-es évek)

Az első nagy ébredés Nagy Britannián söpört végig, továbbá különösen a brit amerikai gyarmatokon az 1730-as és 1740-es években, így nagy hatással volt az amerikai protestantizmusra. Nagy-Britanniában és a brit kolóniákban Észak-Amerikában. Főleg az angol nyelvű metodista prédikátorokkal, George Whitefielddel, John Wesley, továbbá Jonathan Edwardssal hozható kapcsolatba.
- A második nagy ébredés (1790-es évek – 1840)[1]

A második nagy ébredés 1790 körül kezdődött és 1800-ig nyert lendületet. 1820 után a tagság gyorsan emelkedett a baptista és a metodista gyülekezetekben, amelyek prédikátorai vezették a mozgalmat. Olyan új vallási mozgalmak jelentek meg, mint például az adventizmus gyökerei, a diszpenzacionalizmus és az Utolsó Napi Szentek mozgalma.
- A harmadik nagy ébredés (wd) (1850-es évek – 1900-as évek)

A harmadik nagy ébredés egy feltételezett történelmi időszakra utal, amelyet az amerikai történelem vallási aktivizmusa jellemez, és az 1850-es évek végétől a 20. század elejéig terjedt. Új csoportok tűntek fel, mint például a szentségi és a názáreti mozgalmak, a Jehova tanúi, a Keresztény Tudomány.
- A negyedik nagy ébredés (wd) (1960-as évek – 1970-es évek)

A negyedik keresztény nagy vallási ébredés az Egyesült Államokban zajlott az 1960-as évek végén és az 1970-es évek elején. 
Az ekkor megjelenő csoportok közé tartozik a Jézus-mozgalom is.